# Olivia Yacé
Pour les articles homonymes, voir Yacé.
Olivia Yacé, née le 8 janvier 1998 à Abidjan, est une reine de beauté ivoirienne. Elle est élue Miss Côte d'Ivoire 2021 le 4 septembre 2021. Le 16 mars 2022, elle reçoit le titre de Deuxième dauphine de Miss Monde 2022,Le 23 juillet, il a été confirmé qu'elle représenterait la Côte d'Ivoire à Miss Univers 2025.

## Biographie
Fille de l'actuel maire de la commune de Cocody, Jean-Marc Yacé et de son épouse Yolande Eluh Yacé, Olivia Yacé nait à Abidjan le 8 janvier 1998. Dès l'âge de treize ans, elle commence à s'intéresser au mannequinat où  elle devient égérie de plusieurs marques locales et défile pour le compte de plusieurs créateurs locaux. Désignée meilleur Top Model Féminin en 2015, Olivia Yacé, diplômée en Marketing et Management de l'Université Widener en Pennsylvanie est aussi étudiante en Master de Luxury brand management et en Event planning.
Le 2 juin 2022, l'ambassadrice de la beauté ivoirienne devient officiellement aussi l'une des ambassadrices du tourisme de Côte d'Ivoire[réf. nécessaire]. Elle poursuit ses études dans une université londonienne, l'Université Richmond, où elle prépare un master. Elle y obtient, en juin 2024, un diplôme de Master en marketing de luxe.

## Miss Côte d'Ivoire 2021
En 2021, elle s'inscrit au concours de beauté Miss Côte d'Ivoire.
Elle est présélectionnée le 8 mai 2021 à Yamoussoukro dans la région du Bélier. À la suite de cela, elle se voit couronnée Miss Côte d'Ivoire le 4 septembre 2021 parmi les 24 candidates en lice lors de la finale au palais des Congrès du Sofitel Hôtel Ivoire à Abidjan. Elle succède ainsi à Marilyne Kouadio Miss Côte d'Ivoire 2020.

## Miss Monde 2021/2022
À son titre de Miss Côte d'Ivoire, Olivia Yacé souhaite en ajouter d'autres et en particulier le titre de Miss Monde.
Parmi les challenges de la compétition qui permettent d'avoir une place dans le classement, Olivia remporte celui de Miss World Top Model, le Head-to-Head challenge et le Miss World Multimédia, elle ressort 1re Dauphine du Prix du Designer, est classée dans le Top 27 du classement avec le challenge Talent et occupe la 1re place dans l'ordre d'annonce des finalistes du Top 30,.
Lors de la finale, le 16 mars 2022, elle a été élue 2e dauphine de Miss Monde 2022.

## Miss Univers 2025
Le 23 juillet, l'organisation Miss Côte d'Ivoire publie une déclaration sur ses réseaux sociaux, confirmant qu'Olivia Yace était la troisième représentante du pays dans l'histoire de Miss Univers, à Miss Univers 2025, qui se tiendra le 21 novembre à Bangkok, en Thaïlande.

## Prix et distinctions
- Meilleur Top Model féminin en 2015
- Miss Côte d'Ivoire 2021
- Deuxième dauphine Miss Monde 2021[15]
- Miss World Top Model
- Miss World Multimédia
- 1re dauphine du Prix du Designer
- Miss Monde Afrique
- Ambassadrice du tourisme en Côte d'Ivoire
- Miss Univers Côte d'Ivoire 2025

## Galeries

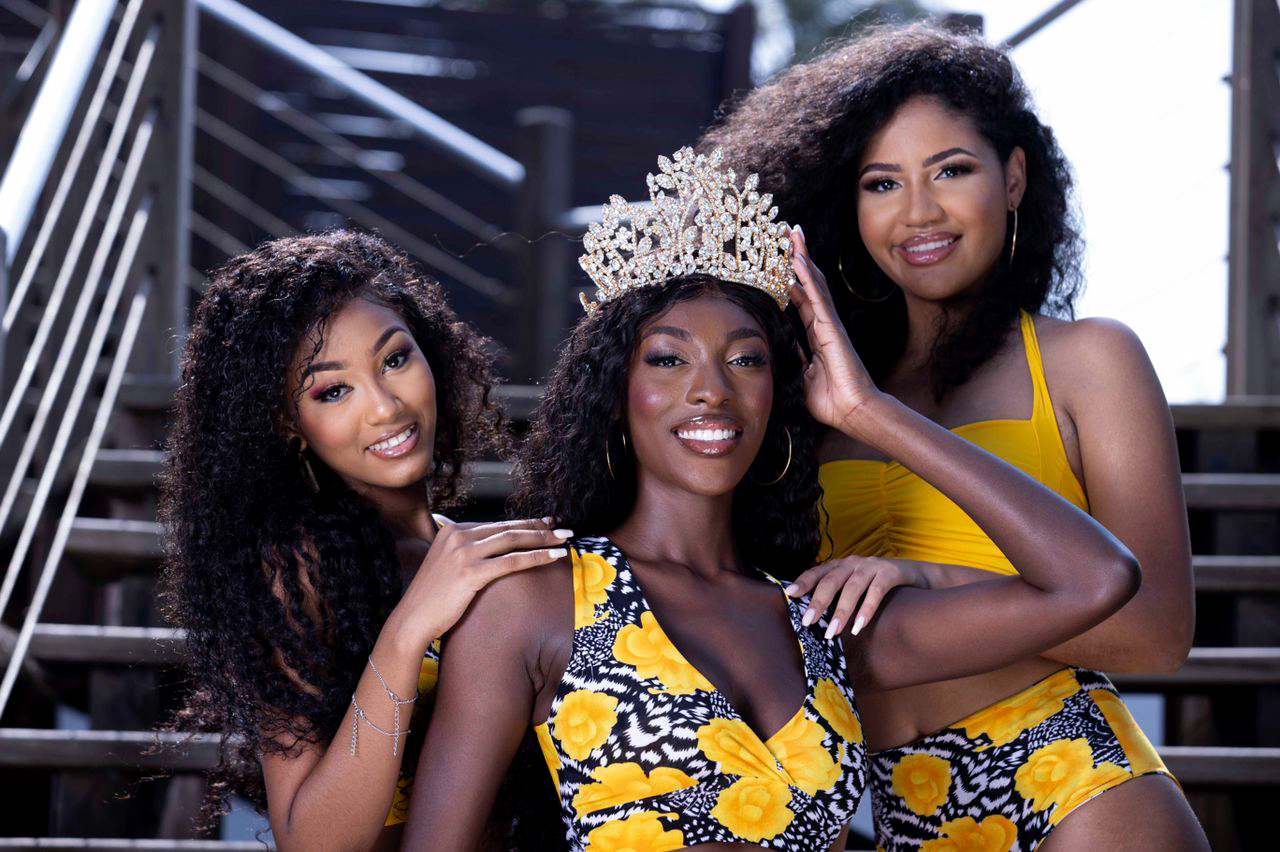
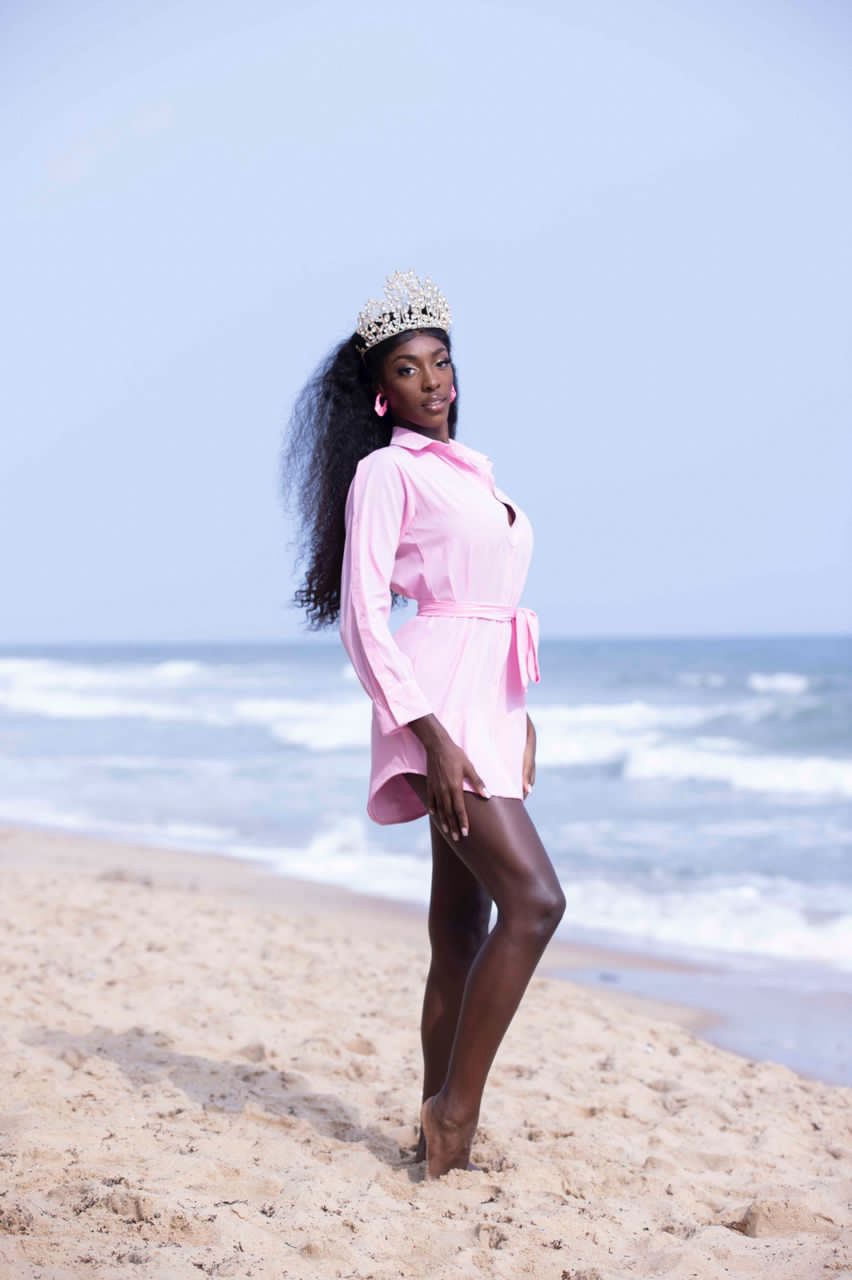
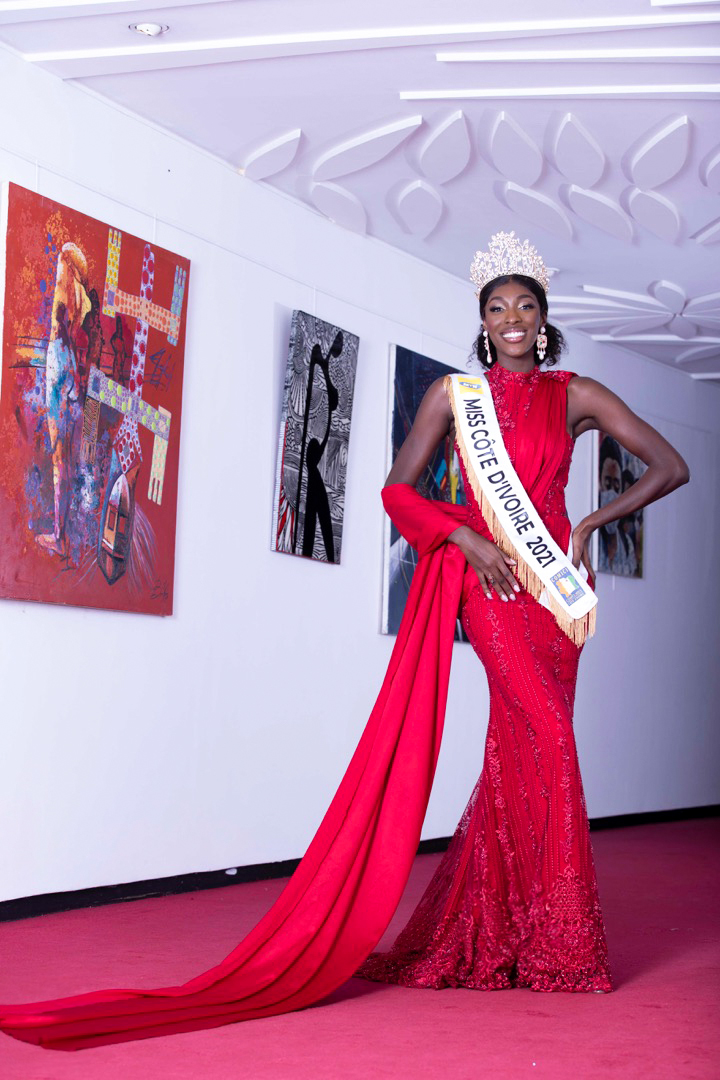